# Sergei Smal
Sergei Smal, född den 30 september 1968 i Gomel (nu Homel), Vitryska SSR, Sovjetunionen är en vitrysk brottare som tog OS-silver i bantamviktsbrottning i fristilsklassen 1992 i Barcelona.